# Yilan (häradshuvudort)
Yilan (kinesiska: 依兰, 依兰镇, 依兰县) är en häradshuvudort i Kina. Den ligger i provinsen Heilongjiang, i den nordöstra delen av landet, omkring 230 kilometer öster om provinshuvudstaden Harbin. Antalet invånare är 71 180.
Runt Yilan är det ganska tätbefolkat, med 78 invånare per kvadratkilometer. Yilan är det största samhället i trakten. Trakten runt Yilan består till största delen av jordbruksmark.
Genomsnittlig årsnederbörd är 811 millimeter. Den regnigaste månaden är juli, med i genomsnitt 177 mm nederbörd, och den torraste är januari, med 5 mm nederbörd.